# Melanie Jost
Melanie Jost (* 3. April 1973) ist eine deutsche Tischtennisspielerin. Sie gewann bei Deutschen Meisterschaften der Erwachsenen eine Bronzemedaille.

## Werdegang
Melanie Jost begann mit dem Tischtennissport beim rheinland–pfälzischen Verein TuS Rhaunen. Bereits in jungen Jahren erzielte sie zahlreiche  gute Ergebnisse bei regionalen Veranstaltungen. 1989 wurde sie im Bundesranglistenturnier der Mädchen Zweite, 1991 und 1992 gelangte sie bei Deutschen Juniorenmeisterschaften insgesamt dreimal ins Halbfinale. 1991 wechselte sie zum ETuS Konz und spielte hier mit der Damenmannschaft in der Regionalliga. Zwei Jahre später schloss sie sich dem TTV Andernach an, wo sie in der 2. Bundesliga zum Zuge kam. Mit dem SG Kirchberg trat sie ab 1998 in der Oberliga an. 2002 gab sie das Ende ihrer Karriere als Leistungssportlerin bekannt.
Zu ihren größten Erfolgen zählt der Gewinn der Bronzemedaille im Doppel mit Bianca Bauer bei den Deutschen Meisterschaften  der Erwachsenen 1991.

## Turnierergebnisse
| Verband | Veranstaltung                   | Jahr | Ort            | Land | Einzel | Doppel | Mixed | Team |  |
| ------- | ------------------------------- | ---- | -------------- | ---- | ------ | ------ | ----- | ---- |  |
| GER     | Bundesranglistenturnier Mädchen | 1989 | Stadtallendorf | GER  | Silber |        |       |      |  |
| GER     | Deutsche Meisterschaft Junioren | 1991 | Eschwege       | GER  | Bronze | Bronze |       |      |  |
| GER     | Deutsche Meisterschaft Junioren | 1992 | Willstädt      | GER  |        | Bronze |       |      |  |